# Ernst Günther Herzberg
Ernst Günther Herzberg (* 20. Dezember 1923 in Schneidemühl; † 7. August 1989) war ein deutscher Pädagoge und Politiker (FDP).

## Leben und Beruf
Nach dem Besuch der Volksschule und der Oberschule wurde Herzberg zur Kriegsmarine eingezogen und nahm als Seeoffizier am Zweiten Weltkrieg teil. Am 27. Juni 1941 hatte er die Aufnahme in die NSDAP beantragt und wurde zum 1. September desselben Jahres aufgenommen (Mitgliedsnummer 8.575.794). Anschließend absolvierte Herzberg ein Studium an der Pädagogischen Hochschule in Kiel. Er arbeitete zunächst als Bibliothekar im Lübecker Schuldienst, wechselte dann als Handelslehrer und stellvertretender Schulleiter an die kaufmännische Tagesschule Münster und nahm 1956 eine Tätigkeit als Grundschullehrer an der Martin-Luther-Schule in Münster auf.

## Politik
Herzberg war von 1955 bis 1960 nordrhein-westfälischer Landesvorsitzender und von 1958 bis 1960 stellvertretender Bundesvorsitzender der Deutschen Jungdemokraten. Er wurde 1956 in den Landesvorstand der FDP Nordrhein-Westfalen gewählt, dem er bis 1968 angehörte. Von 1957 bis 1959 war er zunächst stellvertretender Vorsitzender, von 1959 bis 1968 dann Vorsitzender des FDP-Bezirksverbandes Westfalen-Nord.
Herzberg betätigte sich zunächst in der Kommunalpolitik und war von 1956 bis 1964 Bürgervertreter im Sozialausschuss der Stadt Münster. Vom 21. Juli 1958 bis zu seinem Ausscheiden am 27. Januar 1967 war er Mitglied des Landtags Nordrhein-Westfalen und dort seit 1962 stellvertretender Vorsitzender der FDP-Fraktion sowie Vorsitzender des Ausschusses für Flüchtlings- und Vertriebenenfragen. Am 1. Juli 1964 nahm er als Delegierter des nordrhein-westfälischen Landtags an der 4. Bundesversammlung zur Wahl des Bundespräsidenten der Bundesrepublik Deutschland teil.
Ab dem 26. Januar 1967 amtierte Ernst Günther Herzberg als Staatssekretär im Geschäftsbereich des Ministerpräsidenten. Er übernahm dort die Leitung des Landesamtes für Politische Bildung, Jugend und Sport in der Staatskanzlei. Am 1. Oktober 1967 erfolgte seine Versetzung in das Kultusministerium des Landes Nordrhein-Westfalen. Im Rahmen seiner politischen Tätigkeit wurde er Mitglied des Rundfunkrates des WDR und Kuratoriumsmitglied der Stiftung Haus des Deutschen Ostens. Zum 31. August 1970 erfolgte seine Versetzung in den einstweiligen Ruhestand.